# Tetrablemma vietnamense
Tetrablemma vietnamense là một loài nhện trong họ Tetrablemmidae. Chúng được Lehtinen mô tả năm 1981.